# Europese kampioenschappen wielrennen 2023
De Europese kampioenschappen wielrennen 2023 waren de 29e editie van de Europese kampioenschappen wielrennen die georganiseerd werden door de Union Européenne de Cyclisme (UEC) van 20 tot en met 24 september in de Nederlandse provincie Drenthe. Het was het 27e kampioenschap met tijdrit, het 19e kampioenschap voor junioren en het achtste Europees kampioenschap voor elite mannen en vrouwen.

## Deelnemers
Bij de wegwedstrijd voor mannen elite behoorden de Belgen Wout van Aert en Arnaud De Lie en de Nederlander Olav Kooij bij de favorieten, net als de Deense oud-wereldkampioen Mads Pedersen en de Italianen Filippo Ganna en Matteo Trentin. Bij de vrouwen elite waren wereldkampioene Lotte Kopecky en de Nederlanders Lorena Wiebes en Demi Vollering topfavoriet. Daarnaast hoorden de Britse Anna Henderson, de Deense Cecilie Uttrup Ludwig, de Italiaanse Elisa Balsamo en Silvia Persico, de Poolse Marta Lach en Katarzyna Niewiadoma en de Zwitserse Elise Chabbey en Marlen Reusser bij de favorieten.
België
| Mannen elite | Vrouwen elite | Mannen beloften | Vrouwen beloften | Mannen junioren | Vrouwen junioren |
| --- | --- | --- | --- | --- | --- |
| Wegwedstrijd: Tim Declercq Arnaud De Lie Yves Lampaert Jasper Stuyven Edward Theuns Wout van Aert Florian VermeerschTijdrit: Yves Lampaert Wout van Aert | Wegwedstrijd: Fauve Bastiaenssen* Audrey De Keersmaeker Valerie Demey* Mieke Docx Lotte Kopecky Marieke Meert Marthe TruyenTijdrit: Lotte Kopecky Sara Van de Vel* | Wegwedstrijd: Jasper Dejaegher Siebe Deweirdt* Gianluca Pollefliet Alec Segaert Warre Vangheluwe Jelle Vermoote*Tijdrit: Alec Segaert Victor Vercouillie* | Wegwedstrijd: Katrijn De Clercq Julie De Wilde Marthe Goossens, Febe Jooris Jade Linthoudt Marith VanhoveTijdrit: Julie De Wilde Febe Jooris | Wegwedstrijd: Aless De Bock Milan Donie Niels Driesen Kamiel Eeman Jasper Schoofs Jarno WidarTijdrit: Duarte Marivoet* Sente Sentjens* Lars Vanden Heede* | Wegwedstrijd: Lore De Schepper Ella Heremans Fleur Moors Emma Siegers* Xaydée Van Sinaey Anna Vanderaerden*Tijdrit: Xaydée Van Sinaey Luca Vierstraete* |

* reden ook de gemengde ploegenestafette (de vrouwen elite + mannen beloften reden deze samen)
Bij de mannen elite werd de geselecteerde Nathan Van Hooydonck vervangen door Florian Vermeersch en voor Jasper De Buyst werd geen vervanging aangewezen.
Bij de vrouwen elite werd de geselecteerde Marion Norbert-Riberolle vervangen door Mieke Docx en voor Justine Ghekiere werd geen vervanging aangewezen.
Nederland
| Mannen elite | Vrouwen elite | Mannen beloften | Vrouwen beloften | Mannen junioren | Vrouwen junioren |
| --- | --- | --- | --- | --- | --- |
| Wegwedstrijd: Sjoerd Bax* Cees Bol Nils Eekhoff Daan Hoole* Olav Kooij Bauke Mollema Elmar Reinders Mike TeunissenTijdrit: Sjoerd Bax Daan HooleJos van Emden** | Wegwedstrijd: Loes Adegeest* Shirin van Anrooij* Mischa Bredewold Yara Kastelijn Floortje Mackaij Riejanne Markus* Demi Vollering Lorena WiebesTijdrit: Shirin van Anrooij Riejanne Markus | Wegwedstrijd: Huub Artz Tibor del Grosso Menno Huising Jesse Kramer Martijn Rasenberg Pepijn Reinderink Tijdrit: Wessel Mouris Axel van der Tuuk | Wegwedstrijd: Maike van der Duin Fem van Empel Femke Gerritse Ilse Pluimers Maud Rijnbeek Elise UijenTijdrit: Ilse Pluimers Maud Rijnbeek | Wegwedstrijd: Karst Hayma Christiaan van Rees Senna Remijn Viego Tijssen Julian Vergouw Thom van der WerffTijdrit: Ryan Gal* Camiel Klignet* Sjors Lugthart* | Wegwedstrijd: Silje Bader* Masja Keesman* Fee Knaven Puck Langenbarg Lauren Molengraaf Zoë van VelzenTijdrit: Tessa Kleijn* Fee Knaven Zoë van Velzen |

* reden ook de gemengde ploegenestafette
** reed alleen de gemengde ploegenestafette
Bij de mannen elite werd Marijn van den Berg aanvankelijk vervangen door Ide Schelling, die op zijn beurt weer werd vervangen door Cees Bol.
Bij de vrouwen elite trok Demi Vollering zich terug voor de tijdrit en werd vervangen door Shirin van Anrooij.
Bij de mannen beloften reden Martijn Rasenberg en Huub Artz in plaats van de geselecteerde Loe van Belle en Roel van Sintmaartensdijk.
Bij de mannen junioren werd Mees Vlot vervangen door Camiel Klignet.

## Wedstrijdschema
Op woensdag werden alle tijdritten verreden, die allemaal van start gingen in Wildlands Adventure Zoo Emmen en finishten in dezelfde stad. Op donderdag werd de gemengde ploegenestafette verreden, eveneens met start en finish in Emmen. Vanaf vrijdag werden de wegwedstrijden verreden op een lokale ronde van 14 kilometer op en rond de VAM-berg. De wedstrijden voor beloften en elite begonnen met een aanloop die telkens van start ging in een andere plaats in Drenthe: Hoogeveen, Coevorden, Meppel en Assen.
| Datum                     | Tijd       | Categorie                  | Afstand    | Start         | Finish     |
| Tijdritten                | Tijdritten | Tijdritten                 | Tijdritten | Tijdritten    | Tijdritten |
| ------------------------- | ---------- | -------------------------- | ---------- | ------------- | ---------- |
| Woensdag 20 september     | 9:00       | Vrouwen junioren           | 20,6 km    | Wildlands Zoo | Emmen      |
| Woensdag 20 september     | 10:25      | Mannen junioren            | 20,6 km    | Wildlands Zoo | Emmen      |
| Woensdag 20 september     | 12:00      | Vrouwen beloften           | 20,6 km    | Wildlands Zoo | Emmen      |
| Woensdag 20 september     | 13:05      | Mannen beloften            | 20,6 km    | Wildlands Zoo | Emmen      |
| Woensdag 20 september     | 14:30      | Vrouwen elite              | 29,5 km    | Wildlands Zoo | Emmen      |
| Woensdag 20 september     | 16:15      | Mannen elite               | 29,5 km    | Wildlands Zoo | Emmen      |
| Gemengde ploegenestafette |            |                            |            |               |            |
| Donderdag 21 september    | 12:45      | Mannen en vrouwen junioren | 38,4 km    | Emmen         | Emmen      |
| Donderdag 21 september    | 15:30      | Mannen en vrouwen elite    | 38,4 km    | Emmen         | Emmen      |
| Wegwedstrijden            |            |                            |            |               |            |
| Vrijdag 22 september      | 9:30       | Mannen beloften            | 136,5 km   | Hoogeveen     | Col du VAM |
| Vrijdag 22 september      | 14:30      | Vrouwen beloften           | 108 km     | Coevorden     | Col du VAM |
| Zaterdag 23 september     | 9:00       | Mannen junioren            | 111 km     | Drijber       | Col du VAM |
| Zaterdag 23 september     | 13:30      | Vrouwen elite              | 131,3 km   | Meppel        | Col du VAM |
| Zondag 24 september       | 9:00       | Vrouwen junioren           | 69 km      | Drijber       | Col du VAM |
| Zondag 24 september       | 12:00      | Mannen elite               | 199,8 km   | Assen         | Col du VAM |

## Medaillewinnaars
| Elite           | 1 | 1 | 1                                                                                              |
| --------------- | --- | --- | ---------------------------------------------------------------------------------------------- |
| Mixed relay     | Frankrijk Rémi Cavagna Benjamin Thomas Bruno Armirail Audrey Cordon-Ragot Juliette Labous Cédrine Kerbaol | Italië Edoardo Affini Mattia Cattaneo Matteo Sobrero Elena Cecchini Vittoria Guazzini Soraya Paladin | Duitsland Max Walscheid Jannik Steimle Miguel Heidemann Lisa Klein Mieke Kröger Franziska Koch |
| Wegrit mannen   | Christophe Laporte                                                                                        | Wout van Aert                                                                                        | Olaf Kooij                                                                                     |
| Wegrit vrouwen  | Mischa Bredewold                                                                                          | Lorena Wiebes                                                                                        | Lotte Kopecky                                                                                  |
| Tijdrit mannen  | Joshua Tarling                                                                                            | Stefan Bissegger                                                                                     | Wout van Aert                                                                                  |
| Tijdrit vrouwen | Marlen Reusser                                                                                            | Anna Henderson                                                                                       | Christina Schweinberger                                                                        |
| Beloften        | 1 | 1 | 1                                                                                              |
| Wegrit mannen   | Henrik Pedersen                                                                                           | Iván Romeo                                                                                           | Paul Magnier                                                                                   |
| Wegrit vrouwen  | Ilse Pluimers                                                                                             | Anna Shackley                                                                                        | Linda Zanetti                                                                                  |
| Tijdrit mannen  | Alec Segaert                                                                                              | Carl-Frederik Bévort                                                                                 | Gustav Wang                                                                                    |
| Tijdrit vrouwen | Zoe Bäckstedt                                                                                             | Antonia Niedermaier                                                                                  | Anniina Ahtosalo                                                                               |
| Junioren        | 1 | 1 | 1                                                                                              |
| Mixed relay     | Italië Luca Giaimi Andrea Bessega Andrea Montagner Federica Venturelli Alice Toniolli Eleonora La Bella   | Duitsland Moritz Bell Ian Kings Louis Leidert Pia Grünewald Hannah Kunz Amelie Joelle Messemer       | Frankrijk Léo Bisiaux Maxime Decomble Eliott Boulet Léane Tabu Alice Brédard Julie Bego        |
| Wegrit mannen   | Anže Ravbar                                                                                               | Matys Grisel                                                                                         | Žak Eržen                                                                                      |
| Wegrit vrouwen  | Fleur Moors                                                                                               | Federica Venturelli                                                                                  | Léane Tabu                                                                                     |
| Tijdrit mannen  | Albert Withen Philipsen                                                                                   | Jorgen Nordhagen                                                                                     | Sente Sentjes                                                                                  |
| Tijdrit vrouwen | Federica Venturelli                                                                                       | Stina Kagevi                                                                                         | Hannah Kunz                                                                                    |

### Medaillespiegel
| #      | Land                | 1  | 1  | 1  | Totaal |
| ------ | ------------------- | -- | -- | -- | ------ |
| 1      | Italië              | 2  | 2  | 0  | 4      |
| 1      | Verenigd Koninkrijk | 2  | 2  | 0  | 4      |
| 3      | België              | 2  | 1  | 3  | 6      |
| 3      | Frankrijk           | 2  | 1  | 3  | 6      |
| 5      | Denemarken          | 2  | 1  | 1  | 4      |
| 5      | Nederland           | 2  | 1  | 1  | 4      |
| 7      | Zwitserland         | 1  | 1  | 1  | 3      |
| 8      | Slovenië            | 1  | 0  | 1  | 2      |
| 9      | Duitsland           | 0  | 2  | 2  | 4      |
| 10     | Noorwegen           | 0  | 1  | 0  | 1      |
| 10     | Spanje              | 0  | 1  | 0  | 1      |
| 10     | Zweden              | 0  | 1  | 0  | 1      |
| 13     | Finland             | 0  | 0  | 1  | 1      |
| 13     | Oostenrijk          | 0  | 0  | 1  | 1      |
| Totaal | Totaal              | 14 | 14 | 14 | 42     |

## Organisatie
De organisatie ontving een subsidie van € 635.500 van het Ministerie van VWS, in het kader van de subsidieregeling van topsportevenementen.